# Seiko Okamoto
Seiko Okamoto (jap. 岡本 聖子, Okamoto Seiko; * 14. März 1978) ist eine ehemalige japanische Tennisspielerin.

## Karriere
Seiko Okamoto begann ihre Profikarriere im Jahr 1996.
Sie gewann ihren einzigen Doppeltitel auf der WTA Tour im Januar 2004, als sie sich mit ihrer Landsfrau Shinobu Asagoe im Endspiel des WTA-Turniers in Hobart gegen Els Callens und Barbara Schett in drei Sätzen durchsetzte.
Um einiges erfolgreicher war Okamoto auf ITF-Ebene, auf der sie zwei Einzel- und 14 Doppelkonkurrenzen für sich entscheiden konnte. In der Weltrangliste konnte sie sich dennoch nicht unter den Top 100 platzieren.

## Turniersiege

### Doppel
| Nr. | Datum           | Turnier | Kategorie  | Belag     | Partnerin      | Finalgegnerinnen           | Ergebnis      |
| --- | --------------- | ------- | ---------- | --------- | -------------- | -------------------------- | ------------- |
| 1.  | 16. Januar 2004 | Hobart  | WTA Tier V | Hartplatz | Shinobu Asagoe | Els Callens Barbara Schett | 2:6, 6:4, 6:3 |